# Bernard Arnault
Bernard Jean Étienne Arnault (tiếng Pháp: [bɛʁnaːʁ aʁno]; sinh ngày 5 tháng 3 năm 1949) là một ông trùm kinh doanh, một nhà đầu tư và nhà sưu tầm nghệ thuật người Pháp. Arnault là chủ tịch và  giám đốc điều hành (CEO) của LVMH, công ty hàng xa xỉ lớn nhất thế giới. Ông là người giàu nhất thế giới theo tạp chí Forbes, với giá trị ròng 218 tỷ USD, tính đến ngày 10 tháng 2năm 2024. Vào tháng 4 năm 2018, ông đã trở thành người giàu nhất trong thời trang cũng như trong châu Âu, vượt qua danh hiệu này của Amancio Ortega của Zara.

## Thời trẻ
Sau khi tốt nghiệp Lycée Maxence Van Der Meersch trong Roubaix, Arnault được nhận vào École Polytechnique trong Palaiseau, từ đó ông tốt nghiệp bằng kỹ sư năm 1971.
Cha của ông, Jean Leon Arnault, tốt nghiệp École Centrale Paris, là một nhà sản xuất và chủ sở hữu của công ty kỹ thuật xây dựng dân dụng, Ferret-Savinel.

## Sự nghiệp

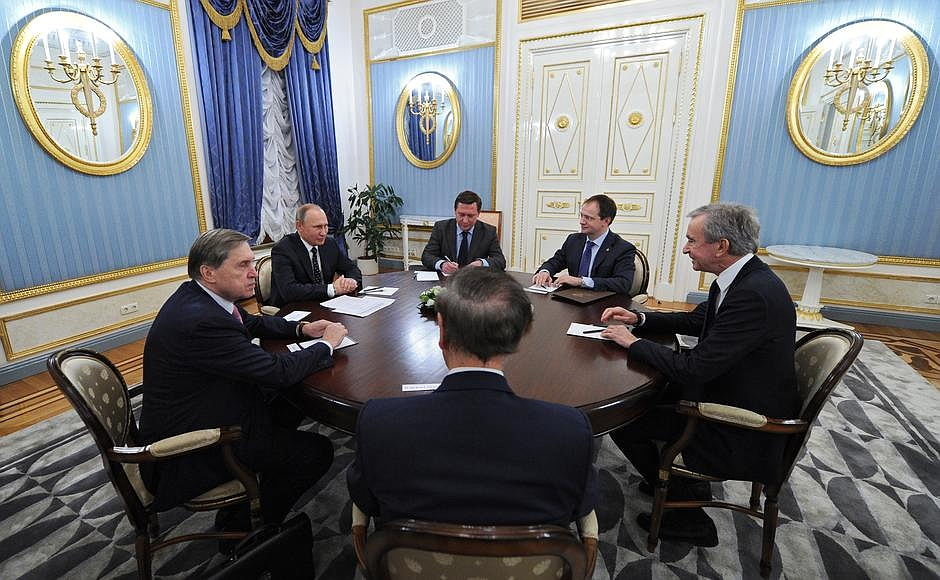
Bernard Arnault trong cuộc gặp với Vladimir Putin, ngày 24 tháng 11 năm 2016

### Christian Dior
Năm 1984, với sự giúp đỡ của Antoine Bernheim, một đối tác cao cấp của Lazard Frères, Arnault đã mua lại Financière Agache, một công ty hàng xa xỉ. Ông trở thành CEO của Financière Agache và sau đó nắm quyền kiểm soát Boussac Saint-Frères, một công ty dệt may trong tình trạng hỗn loạn. Boussac sở hữu Christian Dior, cửa hàng bách hóa Le Bon Marché, cửa hàng bán lẻ Conforama và nhà sản xuất tã giấy Peaudouce. Ông đã bán gần như tất cả tài sản của công ty, chỉ giữ lại thương hiệu Christian Dior uy tín và cửa hàng bách hóa Le Bon Marché.

## Bộ sưu tập nghệ thuật
Bộ sưu tập của Arnault bao gồm tác phẩm của Picasso , Yves Klein , Henry Moore và Andy Warhol. Ông cũng có công trong việc thành lập LVMH với tư cách là nhà bảo trợ chính cho nghệ thuật tại Pháp.  Nhà thiết kế thời trang trẻ LVMH được tạo ra như một cuộc thi quốc tế dành cho sinh viên từ các trường mỹ thuật. Hàng năm, người chiến thắng được trao một khoản trợ cấp để hỗ trợ việc tạo ra nhãn hiệu riêng của nhà thiết kế và một năm cố vấn.
Từ năm 1999 đến năm 2003, ông sở hữu Phillips de Pury & Company , một nhà đấu giá nghệ thuật và mua lại nhà đấu giá đầu tiên người Pháp, Tajan.  Năm 2006, Arnault bắt đầu dự án xây dựng Quỹ Louis Vuitton . Dành riêng cho sự sáng tạo và nghệ thuật đương đại, tòa nhà được thiết kế bởi kiến trúc sư Frank Gehry .  Lễ khai trương của Quỹ tại Jardin d'Acclimatation Paris được tổ chức vào ngày 20 tháng 10 năm 2014.